# Tha Carter II
Albums de Lil Wayne
Tha Carter
(2004) The Leak
(2007)
Singles
1. Fireman
Sortie : 25 octobre 2005
2. Hustler Musik
Sortie : 10 janvier 2006
3. Shooter
Sortie : 9 avril 2006

Tha Carter II est le cinquième album studio de Lil Wayne, sorti le 6 décembre 2005. 
L'album s'est classé 1er au Top R&B/Hip-Hop Albums et 2e au Billboard 200 et a été certifié disque de platine par la Recording Industry Association of America (RIAA) le 23 mars 2006, avec 1,3 million de copies vendues aux États-Unis.
Plusieurs artistes apparaissent sur cet album comme les vétérans Birdman ou Kurupt et les membres du label Young Money comme Curren$y et Nikki.

## Liste des titres
| No  | Titre                                                          | Auteur                                                                      | Contient un (des) sample(s) de                                                   | Durée |
| --- | -------------------------------------------------------------- | --------------------------------------------------------------------------- | -------------------------------------------------------------------------------- | ----- |
| 1.  | Tha Mobb (Produit par The Heatmakerz)                          | Dwayne Carter, Jr., Gregory Green, Sean Thomas, Wilson Turbinton            | Moment of Truth de Willie Tee                                                    | 5:20  |
| 2.  | Fly In (Produit par T-Mix et Batman)                           | Carter, Jr., Tristan « T-Mix » Jones, Bryan Williams                        |                                                                                  | 2:23  |
| 3.  | Money on My Mind (Produit par The Runners, DJ Nasty & LVM)     | Carter, Jr., Andrew Harr, Jermaine Jackson, Johnny Mollings, Lenny Mollings | Get Money de Junior M.A.F.I.A. featuring The Notorious B.I.G.                    | 4:31  |
| 4.  | Fireman (Produit par Doe Boys)                                 | Carter, Jr., Bigram « DVLP » Zayas, Matthew « Filthy » DelGiorno            |                                                                                  | 4:23  |
| 5.  | Mo Fire (Produit par Yonny)                                    | Carter, Jr., Ronald Ferebee, Jr.                                            |                                                                                  | 3:23  |
| 6.  | On tha Block #1                                                |                                                                             |                                                                                  | 0:38  |
| 7.  | Best Rapper Alive (Produit par Bigg D)                         | Carter, Jr., Derrick Baker, Steve Harris                                    | Fear of the Dark d'Iron Maiden Bring It Back de Lil Wayne featuring Mannie Fresh | 4:53  |
| 8.  | Lock and Load (featuring Kurupt – Produit par T-Mix et Batman) | Carter, Jr., Jones, Williams                                                |                                                                                  | 4:46  |
| 9.  | Oh No (Produit par Yonny et Matlock)                           | Carter, Jr., Ferebee, Jr., W. Matlock                                       |                                                                                  | 3:11  |
| 10. | Grown Man (featuring Curren$y – Produit par T-Mix et Batman)   | Carter, Jr., Jones, Williams, Shante Franklin, Paul Harden                  |                                                                                  | 4:06  |
| 11. | On tha Block #2                                                |                                                                             |                                                                                  | 0:25  |
| 12. | Hit Em Up (Produit par Doe Boys)                               | Carter, Jr., Zayas, DelGiorno                                               |                                                                                  | 4:07  |
| 13. | Carter II (Produit par T-Mix et Batman)                        | Carter, Jr., Jones, Williams                                                |                                                                                  | 2:24  |
| 14. | Hustler Musik (Produit par T-Mix et Batman)                    | Carter, Jr., Jones, Williams                                                |                                                                                  | 5:03  |
| 15. | Receipt (Produit par The Heatmakerz)                           | Carter, Jr., Green, Thomas, O'Kelly Isley, Jr., Ronald Isley                | Lay-Away de Isley Brothers                                                       | 3:48  |
| 16. | Shooter (featuring Robin Thicke – Produit par Robin Thicke)    | Carter, Jr., Robin Thicke, Robert Daniels, James Gass, Robert Keyes         | Horizon Drive de Vic Juris                                                       | 4:35  |
| 17. | Weezy Baby (featuring Nikki – Produit par Deezle)              | Carter, Jr., Darius Harrison                                                |                                                                                  | 4:18  |
| 18. | On tha Block #3                                                |                                                                             |                                                                                  | 0:13  |
| 19. | I'm a D-Boy (featuring Birdman – Produit par T-Mix et Batman)  | Carter, Jr., Jones, Williams, Eric Barrier, William Griffin, Jr.            | Paid in Full d'Eric B. & Rakim                                                   | 4:00  |
| 20. | Feel Me (featuring Robin Thicke – Produit par Doe Boys)        | Carter, Jr., Zayas, DelGiorno                                               |                                                                                  | 3:48  |
| 21. | Get Over (featuring Nikki – Produit par Cool & Dre)            | Carter, Jr., Andre Lyon, Marcello Valenzano, Phil Hurtt, Walter Sigler      | Love Is What We Came Here For de Garland Green                                   | 4:42  |
| 22. | Fly Out (Produit par T-Mix et Batman)                          | Carter, Jr., Jones, Williams                                                |                                                                                  | 2:25  |